# Schleppzug

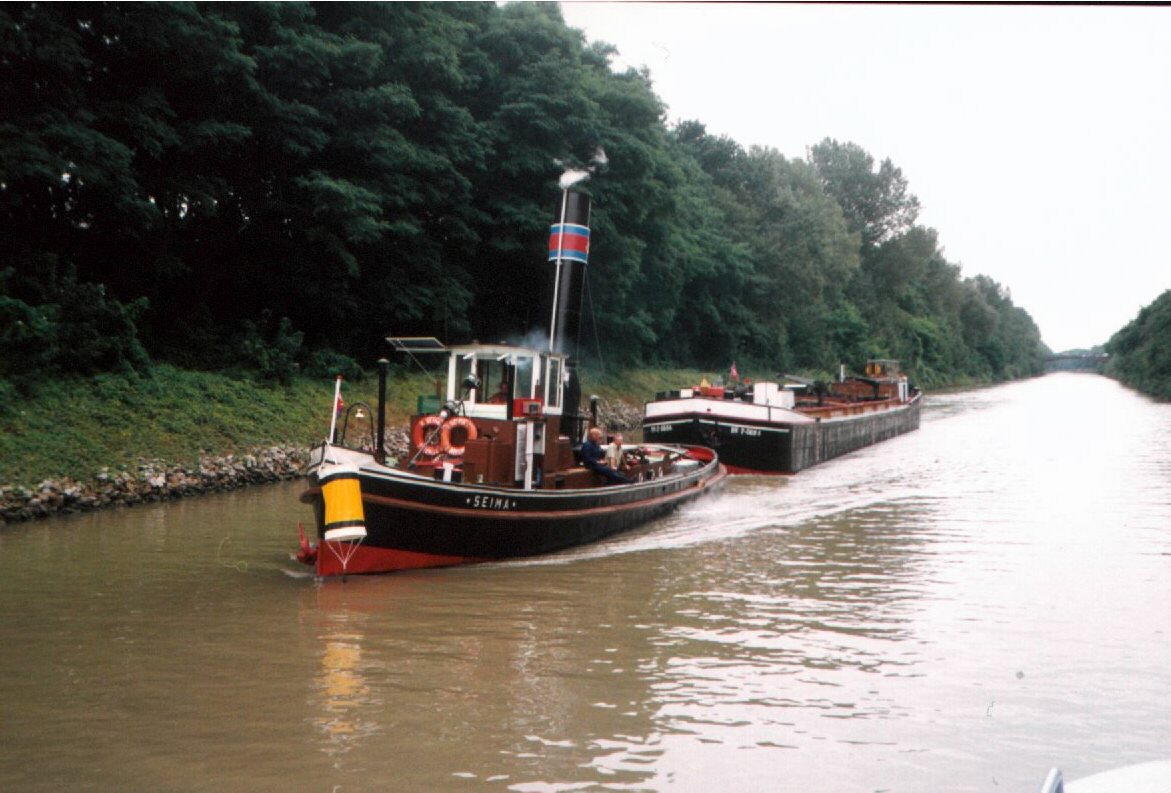
Dampfschlepper SEIMA mit Schleppkahn

Ein Schleppzug bezeichnet in der Schifffahrt einen Verband von Wasserfahrzeugen, dessen erstes Schiff mit Hilfe einer Antriebsmaschine den Verband ziehen kann. Schleppzüge mit einem derartigen Schleppschiff und mehreren angehängten Lastkähnen ohne Motor kennzeichneten lange Zeit die Binnenschifffahrt auf den Flüssen und Kanälen.

## Schleppschifffahrt

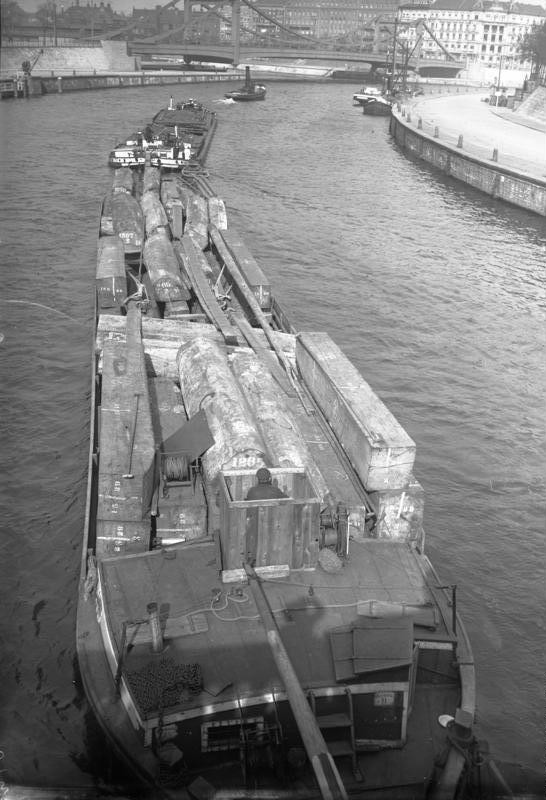
Schleppzug auf der Spree 1928

Jahrhundertelang war der antriebslose Schleppkahn der Schiffstyp für den Transport auf dem Wasser. Bei entsprechenden Voraussetzungen konnte der Kahn gesegelt werden oder ließ sich auf Flüssen mit der Strömung zu Tal fahren (Stiefeln). Flussauf oder auf Kanälen mussten sie durch Menschen oder Zugtiere gezogen (Treideln) werden.
Mit Entwicklung der Dampfmaschine stand eine Antriebsquelle zur Verfügung, um die mühselige Zugaufgabe beim Treideln durch eine Maschine auszuführen. Die damit ausgerüsteten Dampfschlepper waren aufgrund der großen Leistungsfähigkeit der Maschinen in der Lage gleichzeitig mehrere Kähne als Schleppzug auf den Haken zu nehmen. Die Schleppschifffahrt war quasi die Fortsetzung der traditionelle Treidelschifffahrt und kam in der zweiten Hälfte des 19. Jahrhunderts zunächst als Tauerei auf fast allen schiffbaren Flüssen in Gebrauch. Mit Hilfe von auf dem Flussgrund verlegten Ketten oder Seilen zogen daran Dampfschlepper die Schleppzüge stromauf. Stärkere Dampfmaschinen führten zu den frei fahrenden Schleppern, die anfangs als Raddampfer mit Seiten- oder Heckrädern versehen waren und später Schraubenantrieb erhielten. Damit kam die Kettenschifffahrt zu ihrem Ende. Ab den 1920er Jahren wurden die Dampfschlepper allmählich durch Schlepper mit Dieselmotor ersetzt, wodurch Personal eingespart werden konnte. 
Auf den westdeutschen Kanälen galt seit 1913 mit Eröffnung des Rhein-Herne-Kanals das Schleppmonopol. Daher durften dort nur die staatlichen Schlepper die Lastkähne zwischen Rhein und Elbe ziehen. Durch die Verbreitung von selbstfahrenden Motorschiffen ging die Anzahl von Schleppkähnen ab den 1950er Jahren immer mehr zurück, sodass Ende 1967 das Schleppmonopol aufgelöst wurde und der Schlepperbestand deutlich zurückging.

## Schleppzugschleusen
Auf den Kanälen waren bisweilen in kurzen Abständen Fallstufen vorhanden, wo an den Schleusen der Schleppzug getrennt werden musste. Um dies zu vermeiden und möglichst einen kompletten Verband in der Schleusenkammer aufnehmen zu können, wurden extra lange oder breitere Schleppzugschleusen gebaut.